# Cerrito del Carmen
El Cerrito del Carmen es una ermita católica y un sitio cultural ubicado en la cima del cerro del Carmen, en el Centro Histórico de la Ciudad de Guatemala, cuya construcción se remonta al siglo xvii, por lo menos cien años antes de la fundación de dicha ciudad. Está consagrado a la Virgen del Carmen y ha sido declarado patrimonio cultural de la nación y santuario mariano. La historia del Cerrito del Carmen está íntimamente ligada a la de la fundación de la capital guatemalteca y ha sido reconstruido después de los terremotos de 1917 y de 1976.

## Historia

### Valle de las Vacas
El nombre fue acuñado a principios de la época colonial, cuando al conquistador don Héctor de la Barreda le fue otorgado dicho valle en calidad de repartimiento. Para entonces el sitio estaba despoblado. Su suelo estaba cubierto de plantas suculentas y árboles frondosos, como robles, encinos y pinos. Además, por el clima que propiciaban los fuertes vientos invernales, el valle era idóneo para dos cosas: siembra de maíz y crianza de ganado. 
De la Barreda se dio cuenta de estas ventajas y las aprovechó para introducir el ganado en Guatemala. Mandó traer de Cuba cierta cantidad de vacas y toros, que muy pronto se multiplicaron y poblaron el valle gracias a los fértiles pastos del terreno. Esto dio lugar a que al valle se lo llegara a conocer con el sobrenombre de valle de las Vacas. 
Es posible que, gracias a De la Barreda, otros conquistadores españoles o descendientes de estos hayan llegado al valle de las Vacas para dedicarse al cultivo de la tierra y, en especial, a la crianza de ganado. Se especula que dicha fundación de españoles haya originado otro sobrenombre, el de rincón de la Leonera, cuyo origen, sin embargo, se desconoce hasta la fecha.

### Juan Corz y el valle de la Virgen
Durante el siglo XVII llegaron a Guatemala muchos misioneros franciscanos, dominicos, mercedarios, agustinos, jesuitas y algunos laicos (fieles bautizados que no han recibido las órdenes sagradas y no pertenecen a un estado religioso aprobado por la Iglesia). Entre estos últimos figura un miembro de la Tercera Orden del Pobrecillo de Asís llamado Juan Corz, quien había nacido en Juirán (Toirano), un pueblo de la señoría de Génova, Italia. Se lo ha descrito como un hombre «bien dispuesto de corpulencia, hermoso de rostro, confiable, humilde y comedido».
A principios del siglo XVII, Corz peregrinó a los Santos Lugares de Jerusalén y allí decidió entregar su vida al Señor y llevar una vida de ascetismo. Cuando terminó su viaje por Jerusalén, su primer propósito fue trasladarse a las Américas, que para ese entonces eran la novedad. En su viaje pasó por la ciudad de Ávila, España, donde las carmelitas descalzas de dicha ciudad, al enterarse de que él venía al Nuevo Mundo, le pidieron que llevara consigo una pequeña imagen de Nuestra Señora del Carmen, ya que ese había sido el último deseo de santa Teresa en su lecho de muerte. Corz aceptó el encargo. Se dice que, cuando les preguntó a las religiosas cuál sería el sitio donde debía colocar la imagen, ellas le respondieron que la misma Virgen sería quien determinaría el sitio donde debía ser venerada. Agregaron que santa Teresa les había dicho que donde fuera venerada la imagen surgiría una gran ciudad. Fue así como Juan Corz se embarcó a América en la nave María Fortaleza y trajo consigo la imagen guardada en una caja.
Tendría unos 35 años cuando llegó a Guatemala. Se estableció en el valle de las Vacas, a orillas del río homónimo, en una ladera montañosa en el noreste del terreno llamada rincón de la Leonera, donde ocupó dos cuevas entre unos peñascos. En una de las grutas acomodó la imagen y la denominó el «nicho de la Virgen». La otra la destinó a su habitación de ermitaño. Solamente salía dos veces al año de su cueva para pedir limosna a los vecinos, la cual le servía como sustento. Esto dio lugar a que los habitantes del valle se dieran cuenta de la presencia del extraño personaje y de la imagen, que luego empezaron a visitar. Cuenta la historia que, al ver aquella imagen tan bonita, los vecinos pensaron que aquel no era un lugar adecuado para ella, por lo que acordaron construirle una capilla en el valle de la Leonera con el consentimiento del ermitaño. Finalizada la construcción, los devotos vecinos trasladaron la imagen de la cueva a la capilla en solemne procesión.  
Al día siguiente, muy temprano se escuchó la noticia de que la imagen había desaparecido, de que no estaba en la capilla. Juan Corz se enteró de esto cuando llegó a visitar a la Virgen. Se culpó a sí mismo por haber dejado que sacaran la imagen de la cueva, pues se rumoraba que esta había sido robada. Juntos, Corz y los vecinos empezaron a buscarla por todos lados. El asombro fue enorme cuando la encontraron de regreso en la cueva de donde la habían sacado. 
Los vecinos interpretaron aquello como un designio divino e instaron a Corz a que en sus oraciones le preguntara a la Virgen dónde quería que su imagen fuera colocada. Días después, el ermitaño y los vecinos subieron al cerro que se encuentra en el corazón del valle, que entonces estaba tupido de vegetación. Corz encontró cierta semejanza entre aquel cerro y el monte Carmelo, que había conocido en su viaje a Tierra Santa. Fue así como el ermitaño lo escogió para que se edificara allí un nuevo Carmelo en honor de la Virgen del Carmen. Los vecinos desmontaron una parte del cerro y construyeron una pequeña ermita con su campanario. Cerca levantaron una pequeña habitación para que el ermitaño viviera en ella y cuidara la imagen y la capilla.
En esta condición vivió Corz por un tiempo, hasta que un día hubo un incendio de origen desconocido que arrasó todo debido a que los pajonales del cerro y sus alrededores estaban muy crecidos. El fuego destruyó totalmente la ermita. Únicamente se pudo salvar la imagen de la Virgen, que fue colocada en una enramada en la cual permaneció hasta que finalmente en 1620 se terminó de construir el nuevo templo, cuya fecha se aprecia en la sacristía de la iglesia. Este templo tenía paredes de cal y canto y un techo de madera cubierto con tejas. Al igual que con el anterior, frente a este se construyó una choza para habitación de Corz. El ermitaño empezó a cultivar hortalizas y legumbres para su sustento, pero que también compartía con los pobres, que visitaban en gran número la ermita a pesar de que el ascenso al cerro se dificultaba en época de invierno por las lluvias y el lodo.

### Inauguración de la ermita
Entre los vecinos del valle que colaboraron en la construcción de la ermita figuran familias como Morales, Valero, Hincapié, Aldana, Justiniano, Toledo, Ocampo, Colindres, Dardón, Barrera, Portocarrero, Ávila, Mejía y Mayorca. Sobresale entre ellos el caballero don Antonio María Chiavari, hijo de Justiniano el Conquistador.  
A la inauguración asistieron habitantes del valle de las Vacas, así como de pueblos cercanos como Pinula, Mixco, Petapa y Mesas. Transcurrido un tiempo, los vecinos paulatinamente dejaron de referirse al valle como "de las Vacas" y empezaron a llamarlo “de la Ermita” o “de la Virgen”. 
Luego de la inauguración, todo transcurrió con normalidad hasta que un día Juan Corz desapareció del Cerrito sin ningún aviso. No se volvió a saber más de él en el vecindario. Sin embargo, en la actualidad se sabe que fue acusado ante la Inquisición por el presbítero del valle de Mixco, Juan Aguilar Suárez. La denuncia de este fue presentada en Mazatenango el 1 de junio de 1620 al comisario de dicha dependencia, Antonio Prieto de Villegas. El documento de la denuncia se titula: «Juan Aguilar Suárez, beneficiario del valle de Mixco, en Guatemala, contra Juan Corzo, extranjero que hizo una ermita en un monte y publica milagros y otras cosas». En dicho documento se mencionan 13 acusaciones que luego fueron reducidas a cuatro porque varias de ellas se repetían. 
Parece que todo el asunto se reduce a las dificultades que Corz ponía a Aguilar Suárez para que no dijera misas ni recogiera limosna en la ermita. Concluidos los interrogatorios de ley, el expediente de la denuncia, las declaraciones del acusado y de los testigos y un dictamen provisional del comisario fueron trasladados al Tribunal de México, al cual le correspondía instituir el proceso y dictaminar la sentencia o la libertad del acusado. Pero hasta ahora se ignora si el motivo de la desaparición definitiva de Corz se deba a que estuvo preso, ya que no hay documentos que corroboren este extremo. Lo que sí se sabe es que un juicio inquisitorial deshonraba e infamaba a una persona, por lo que se especula que el mismo Corz haya decidido abandonar el Cerrito del Carmen e irse adonde nadie lo conociera.

### Primer siglo de la ermita
Cuando Juan Corz abandonó la ermita, los vecinos tuvieron que buscar quien cuidara de esta y de la Virgen. Fue así como hicieron bajar de las tierras de Canalitos a unas veinte familias de indios, a las que se les otorgó una cédula del rey en la cual se las exoneraba de pagar tributos con la condición de dedicar parte de su tiempo al servicio de la iglesia.
Para celebrar los aniversarios de la ermita se turnó entre los pueblos vecinos la programación de la fiesta anual. De este modo, el pueblo de Mixco celebró el primer aniversario. El año siguiente fue el turno de Santa Catarina Pinula. Los encargados de organizar estas primeras fiestas anuales fueron los integrantes de la cofradía.
Entretanto, el valle de la Ermita comenzó a poblarse paulatinamente, lo que dio origen a que la iglesia del cerro se convirtiera en sede parroquial por espacio de 76 años, desde 1647 hasta 1723. El primer cura fue Juan Bautista Matamoros, y el último, Manuel Mendoza y Armas. En total fueron 14 los curas que dirigieron la ermita, dentro de quienes destaca Ramón García Bellor, quien mandó hacer la sacristía de la iglesia con sus cajones de cuatro gavetas y un púlpito portátil. Se debe tener en cuenta que la iglesia era dependiente de la parroquia del Sagrado, de la catedral de Santiago, y que fue instituida por el obispo don Bartolomé González Soltero, quien denominó a la imagen «Nuestra Señora del Carmen del Valle del Río de las Vacas».
Sin embargo, en 1723, en el valle de la Ermita se creó una nueva parroquia llamada Asunción del Valle de la Ermita, dedicada a Nuestra Señora de la Asunción. Dicha construcción se hizo necesaria porque el sitio donde radica actualmente la Parroquia Vieja empezó a poblarse de ladinos y porque estos solicitaron la autorización religiosa para edificar la nueva iglesia. Su primer cura fue don Manuel Mendoza y Armas, quien, por haber sido el último cura de la iglesia del Cerrito del Carmen, sentía una gran devoción por esta y mandó retocarla. Dicho oficio le fue encargado a un maestro de apellido Mazariegos, quien le encarnó a la Virgen el color rosa que actualmente ostenta. 
No obstante, con la creación de la parroquia de la Asunción, la ermita del Carmen pasó uno de los períodos más oscuros de su historia: dejó de ser la sede parroquial del valle. Asimismo, perdió la asistencia de indígenas de Canalitos, además de que algunas de sus imágenes se trasladaron a la iglesia parroquial de la Asunción. Poco a poco los miembros de la cofradía de Nuestra Señora del Carmen vieron cómo los fieles abandonaban la iglesia hasta que juntos dispusieron que era necesario hacer algo al respecto, darle un segundo aire al Cerrito. Fue así como solicitaron al obispo Gómez de Parada aprobación para reparar el templo, ya que la madera de este se encontraba en muy mal estado. El obispo accedió a la solicitud, dio licencia para la reconstrucción de la ermita y puso como encargado de esta a Juan José Morales Roa y Alfarol, mayordomo de la cofradía de la iglesia.

### Reconstrucción
Al cabo del primer siglo de existencia de la ermita, la madera de esta ya estaba muy picada y amenazaba con desplomarse, por lo que era necesaria una reconstrucción urgente. Esta fue posible gracias al apoyo que brindó el mayordomo de la cofradía, Juan José Morales Roa y Alfarol (7 de febrero de 1698 - 17 de diciembre de 1783), originario de Santa Catarina Pinula. Sus padres, de origen español, fueron José Morales y Francisca Roa y Alfarol. La familia era muy adinerada y entre sus bienes poseía una famosa hacienda de ganado. 
El padre de Morales Roa y Alfarol le encargó a fray Juan de Quintanilla la educación cristiana del muchacho y murió cuando este apenas tenía doce años. A partir de entonces, Morales se quedó a cargo de la hacienda y al cuidado de su madre. Sin embargo, él no deseaba convertirse en un hacendado, sino en un religioso. A los 20 años ingresó a la Cofradía de Nuestra Señora del Carmen. Cuando su madre murió en 1730, abandonó su pueblo, vendió la hacienda o la dejó en manos de un administrador y se mudó al valle de la Ermita. Fue entonces cuando se dio cuenta de que la iglesia necesitaba una reconstrucción, lo cual le comentó al maestro don Jacinto de Morales. Este lo animó a comprometerse en una obra que todos los demás miembros consideraban santa y noble. Sin embargo, el monto de la obra era muy elevado y, pese a que obtuvo licencia del obispo Gómez de Parada para recaudar limosna, tuvo que ser él quien primero proveyera todo el dinero que tenía, presuntamente producto de la venta de la hacienda que sus padres le habían heredado. 
Fue así como se levantó la iglesia con techumbre de medio cañón o bóveda. Morales también hizo colocar en la fachada cuatro imágenes en sendos nichos. Al lado de la fachada mandó construir dos torres que le dieron a esta un aspecto de fortaleza propia de los castillos medievales. Además, en las cuatro esquinas de la plazuela frente al templo ordenó edificar cuatro capillas abiertas o posas de calicanto. Finalmente, en el centro de la plaza y frente a la iglesia hizo construir un torreón que le sirvió como habitación y sobre el cual se colocó una gran cruz de madera.
Por todo lo anterior, Morales pasó a la historia como el «reconstructor de la ermita», pero también hizo otras dos cosas de suma importancia: primero, contrató a un escribano para que hiciera copias de los documentos que se guardaban en la sacristía de la iglesia, ya que, debido al paso del tiempo y a la humedad, estaban muy deteriorados; y segundo, solicitó y preparó una información testimonial de los principales hechos relativos a la imagen de la Virgen del Carmen y a su ermita en el cerro, gracias a lo cual hoy se cuenta con información veraz documentada.

### Traslado de la capital

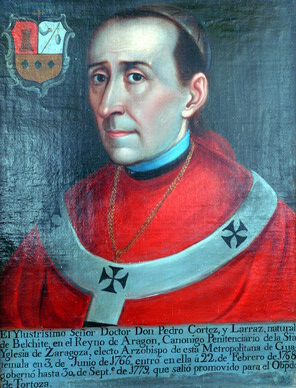
Arzobispo Pedro Cortés y Larraz, principal opositor al traslado de la ciudad de Santiago de los Caballeros de Guatemala tras los Terremotos de Santa Marta.

Morales tenía 75 años cuando, el 29 de julio de 1773, la ciudad de Santiago de los Caballeros, capital del reino de Guatemala, fue sacudida por los tristemente célebres terremotos de Santa Marta. Dichos fenómenos sísmicos le causaron severos daños a aquella ciudad y obligaron a los habitantes a plantearse dos alternativas: reconstruir la ciudad de Santiago o trasladarla inmediatamente lejos de los volcanes circundantes, considerados causa de los terremotos. Quienes abogaban por el traslado fueron llamados «traslacionistas», dirigidos por el capitán general Martín de Mayorga, y quienes querían permanecer en aquella ciudad y reconstruirla eran conocidos como «terronistas», cuyo líder fue el arzobispo de Guatemala Pedro Cortés y Larraz. Según los traslacionistas, había dos lugares ideales para fundar la nueva ciudad: el valle de la Ermita y el valle de Jalapa. Finalmente, el 9 de septiembre de 1773, acompañado de la Audiencia y de otros tribunales, el capitán Mayorga abandonó Santiago, se trasladó al valle de la Ermita y fundó una sede de gobierno provisional en el pueblo de La Asunción. 
El 10 de enero de 1774 se convocó a todos los notables a una reunión para dar a conocer y discutir los resultados de las comisiones de estudio sobre el traslado provisional. Cuatro días después, reunidos de nuevo para emitir su voto, los notables decidieron llevar a cabo antes una misa, para lo cual no acudieron a la cercana iglesia parroquial de la Asunción, sino a la del cerro del Carmen.
Terminada la misa, se dirigieron al pueblo de La Asunción para emitir su voto, que únicamente constaba de dos preguntas: 
1. ¿prefiere el traslado de la capital o su restauración en el valle de Panchoy?;
2. en caso de traslado, ¿cuál sitio considera mejor: el valle de la Ermita o el valle de Jalapa?

A la primera pregunta, todos, excepto cuatro personas, se decantaron por el traslado. A la segunda, la respuesta a favor del valle de la Ermita fue unánime. Pero lo que se decidió ese día quedó sujeto a la aprobación del rey de España, Carlos III, quien finalmente aprobó el traslado el 1 de diciembre de 1775. En la misma real cédula se estableció que todo el ramo de alcabalas que el reino de Guatemala adeudaba a España debía quedarse en el país por diez años para costear los gastos de construcción de la nueva capital. El 29 de diciembre de 1775 se abandonó definitivamente la ciudad de Santiago de los Caballeros, y el 2 de enero de 1776 se llevó a cabo una nueva junta de cabildos durante la cual se fundó oficialmente la nueva capital. Con la firma del acta por parte de los presentes quedó legalmente asentada dicha fundación el 23 de mayo de 1776, con cédula del rey de España. La ciudad fue llamada «Nueva Guatemala de la Asunción».
Una de las medidas tomadas por el presidente de la audiencia Martín de Mayorga, para forzar el traslado de la ciudad fue el envío de la escultura más importante de la ciudad. Por ello, en 1778 ordenó el traslado del Jesús Nazareno de la Merced, junto con la imagen de la Virgen, para obligar a los mercedarios a mudarse. El traslado fue penoso, pues los indígenas encargados del trabajo se tardaron en llegar a recogerlo y los feligreses antigüeños rezaban y lloraban la pérdida de la imagen mientras esperaban. Cuando salió Jesús de la Merced en un cajón, las personas lo acompañaron hasta la garita de Animas en las afueras de la ciudad; un devoto llevó cargando la cruz de la imagen hasta San Lucas, población que está a quince kilómetros del convento mercedario en Antigua Guatemala. Tras parar en San Lucas Sacatepéquez y en Mixco, las imágenes llegaron finalmente a la Nueva Guatemala de la Asunción por la noche, y el Cristo fue recibido por los frailes franciscanos y luego por los mercedarios, para ser depositado en una armazón de madera en el terreno en donde iba a construir el templo mercedario de la nueva ciudad. Martín de Mayorga llegó a ver a la imagen, dando así por concluido el episodio más difícil del traslado de la ciudad.
Cuando la Nueva Guatemala de la Asunción estaba ya definitivamente fundada y trasladada, el mayordomo Juan José Morales tenía 82 años. Murió en 1783, a los 85 años. Se dice que llegó a ver realizada la profecía de santa Teresa: la de que «allá donde fuera venerada la imagen surgiría una gran ciudad». Los restos del mayordomo y benefactor del Cerrito del Carmen yacen en el centro de la iglesia, junto a los de otros cofrades y bienhecheros, como se acostumbraba sepultarlos en tiempos de la Colonia. Además, en la iglesia se aprecia el retrato del «hermano Juan José» en un óleo en el cual se lo ve pidiendo limosna para la reconstrucción de la iglesia. Tiene el rostro de un anciano, la mano derecha apoyada en el bordón, y lleva un rosario, mientras que en la mano izquierda porta un cepillo para recoger limosna con la imagen de Nuestra Señora del Carmen. Este óleo se lo atribuye a un artista de apellido Rosales.

### Cambios administrativos

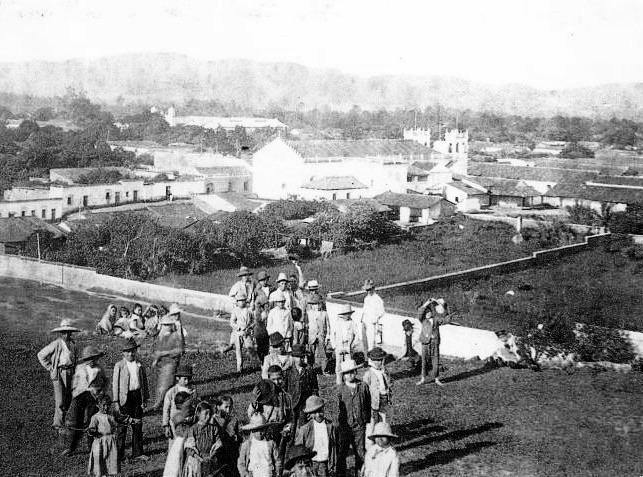
Parroquia de Candelaria, vista desde el Cerrito del Carmen. Por su proximidad, la ermita del Cerrito del Carmen pasó a ser capellanía de la parroquia de Candelaria en 1784.

El 26 de noviembre de 1777, por consulta de Cámara, fue nombrado arzobispo de Guatemala Cayetano Francos y Monroy, nombramiento que era difícil ya que era en sustitución del arzobispo Pedro Cortés y Larraz, quien se negaba a aceptar el traslado de su diócesis hacia la nueva ciudad de Guatemala, luego de que la capital de la capitanía, Santiago de los Caballeros de Guatemala fuera destruida por los terremotos. El siete de octubre de 1779 hizo su pública entrada, con una escolta de ocho caballeros, en la nueva ciudad de Guatemala el nuevo arzobispo Cayetano Francos y Monroy. Un mes antes, Pedro Cortés y Larraz publicó una carta pastoral denunciando la llegada de un usurpador y amenazando con excomulgarlo, pero Francos y Monroy tomó inmediatamente sus primeras medidas nombrado un cura en el pueblo indígena de Jocotenango y fue a buscar a la destruida Santiago de los Caballeros de Guatemala a las beatas de Santa Rosa. Había decidido que en noviembre de 1779 iba trasladar las imágenes y gastó una gran cantidad de dinero para terminar la construcción de los monasterios Carmelitas y de Capuchinas. Cortés y Larraz no quiso seguir resistiendo y huyó a principio de octubre. El seis de diciembre de 1782, Francos y Monroy informó al rey que había trasladado a la nueva ciudad la catedral, el colegio seminario, los conventos de religiosos y religiosas, beaterios y demás cuerpos sujetos a la Mitra; todos ellos habían sido trasladados a edificios formales o en construcción.
En 1784, Francos y Monroy, mudó la sede parroquial de la iglesia de la Asunción a la de Candelaria; por su proximidad a esta iglesia, la ermita del Cerrito del Carmen fue constituida en capellanía y pasó a ser filial de la parroquia de Candelaria, condición que ostenta hasta el presente.  Muchos años después, en 1959, el arzobispo de Guatemala, monseñor Mariano Rossell y Arellano, confió el cuidado de la iglesia del Cerrito del Carmen a los frailes franciscanos de la provincia Véneta de Italia.

### Los terremotos delsigloXX

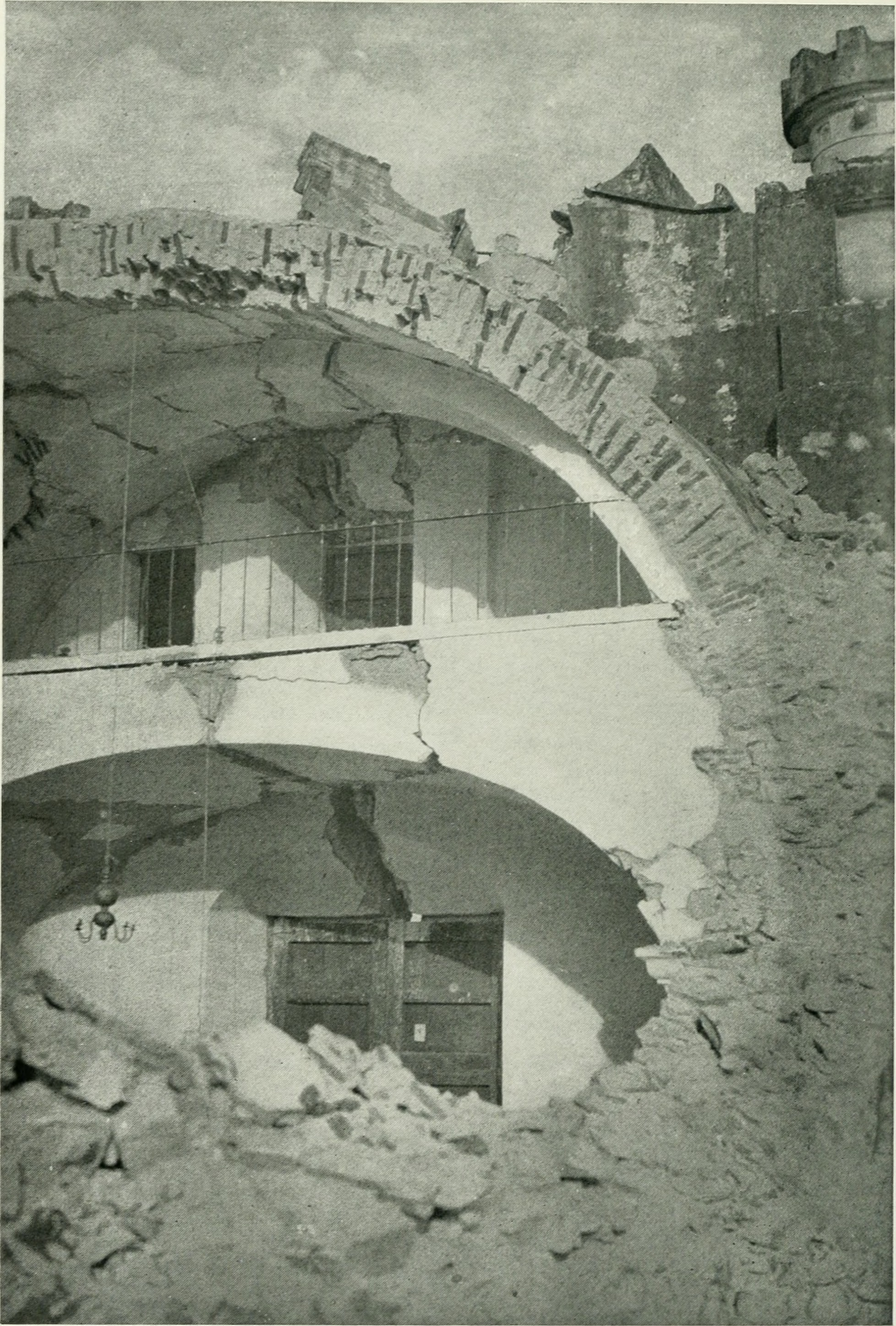
Ruinas del Cerrito del Carmen tras los terremotos de 1917-18.

La ermita del Cerrito del Carmen ha sufrido los embates de al menos dos grandes terremotos:
- Terremoto de 1917-18: Consistió en una serie de sismos que, según estimaciones, alcanzaron los seis grados en la escala de Richter y comenzaron el 25 de diciembre de 1917, el día de Navidad, y continuaron hasta finales de enero de 1918.[6] La ermita del Carmen, que milagrosamente había resistido el fuerte sismo de Navidad, finalmente se desplomó el 3 de enero al sobrevenir un sismo de mayor intensidad. La cúpula del presbiterio, el techo de la nave, la torre derecha y parte de la fachada se destruyeron completamente. Quedaron en pie, aunque en regular estado, la torre izquierda, la sacristía, el campanario y el torreón frente a la iglesia. En 1920, dos años después del terremoto, comenzaron los trabajos de reconstrucción bajo la dirección del ingeniero Rafael Pérez y del arquitecto Guido Albani. Para realizar la reconstrucción, todo el edificio fue demolido. La imagen fue colocada en un jocotal que se encontraba frente a la iglesia y, después, en una capilla de madera fabricada por un fiel de nombre Lisandro Zamora, donde permaneció mientras se reconstruía la ermita hasta su reinauguración y apertura al público el 22 de noviembre de 1925.[7]
- Terremoto de 1976: Se registró el 4 de febrero de ese año, causado por una falla mayor identificada en el valle del río Motagua. Alcanzó los 7.5 grados en la escala de Richter y dejó un saldo trágico estimado en 25 000 muertos y 250 000 viviendas destruidas.[8] En la iglesia del Cerrito del Carmen se derrumbaron por completo el tercer nivel de la fachada y la torre derecha. Resultaron con agrietamientos leves la bóveda de medio cañón, la fachada central, los muros externos e internos del templo, el campanario y la sacristía. El torreón quedó seriamente dañado, a punto de colapsar. Sin embargo, los trabajos de reconstrucción no se iniciaron sino hasta en octubre de 1979, tres años después, con una solicitud que el capellán del Cerrito del Carmen, el padre Patricio Busnardo, hizo a la Dirección General de Obras Públicas, la cual, en conjunto con el Instituto de Antropología e Historia (IDAEH), otorgó un presupuesto de Q76 500. A estos fondos se sumó más tarde una donación de la institución alemana Adveniat de US$8 421.28. La encargada de la reconstrucción fue la Unidad de Rescate del Patrimonio Cultural (URPAC). En agosto de 1981 se dieron por terminados los trabajos, excepto los del torreón, cuya restauración concluyó en 1984.

## Importancia geográfica e histórica
La ermita del Cerrito es una de las más antiguas y se encuentra entre los principales monumentos coloniales de Guatemala. Es uno de los más interesantes y atractivos, y es admirado por la sobriedad, la sencillez y la armonía de todo el conjunto arquitectónico, y, sobre todo, por su historia.  El santuario tiene un valor adicional: fue el punto de inicio para trazar la actual capital de Guatemala cuando se trasladó del valle de Panchoy al valle de la Ermita, designado a partir de la década de 1990 como el Centro Histórico de la Ciudad de Guatemala. 
En 1875, el fotógrafo Eadweard Muybridge visitó Guatemala, y tomó numerosas fotografías del país; entre su trabajo, se incluyeron panorámicas de la Ciudad de Guatemala tomadas desde el Cerrito del Carmen, y que se muestran a continuación:

## Descripción de la ermita
Según los expertos, la iglesia no se puede ubicar dentro de un estilo particular, ya que sus características arquitectónicas la hacen única en su género. Posee elementos barrocos, típicos de las construcciones de esa época, pero mantiene su propia identidad con unas líneas esenciales que la distinguen de otros edificios. La sobriedad es su nota dominante característica. Mide 25 metros (m) de largo por 9 de ancho. Cuenta con una sola puerta de ingreso.

### Fachada
Con elementos barrocos, se compone de tres cuerpos o pisos, semejantes a los del retablo del altar mayor, ubicado en el interior de la iglesia. 
1. El primero de los cuerpos de abajo arriba ocupa la puerta de ingreso y tiene dos nichos con las imágenes de santa Teresa de Jesús y del profeta Elías.
2. El segundo se compone de un ventanal rectangular con dos nichos y las imágenes de san Juan de la Cruz y santa María Magdalena de Pazzi.
3. El tercero tiene en el centro una ventana abierta y alargada con una campana para los dobles. A sus lados no hay nichos con santos por su espacio reducido. Antes del terremoto de 1917-18, la ventana central tenía una escultura de Nuestra Señora de los Dolores que se destruyó a causa de dicho fenómeno sísmico.

### Torres
A ambos lados de la fachada se divisan dos torres sui géneris, ya que su función no es estructural, sino meramente ornamental. En el extremo superior las torres presentan almenas, minaretes y bocas de cañón simuladas, los cuales dan al templo una cierta apariencia de construcción feudal y militar. A los lados externos de la iglesia se encuentran cinco contrafuertes, posiblemente añadidos a la estructura original de 1730 después de los terremotos de 1917-18 para dar mayor soporte y estabilidad a toda la construcción.

### Retablo mayor
En el interior del templo, lo más impresionante lo constituye el retablo mayor, que es uno de los mejores trabajos barrocos que existen en Guatemala. Posiblemente es uno de los mejores trabajos de orfebrería religiosa del siglo XVIII. Se compone de tres niveles o cuerpos bien dispuestos, todos convergentes hacia el nicho de la patrona, que en ocupa el lugar central. El retablo cuenta con varios cuadros con pinturas de autores desconocidos colocados entre marcos finamente tallados.
1. Los cuadros del primer cuerpo a la derecha e izquierda de la patrona representan a san Joaquín y a santa Ana, los padres de la Virgen María.
2. En el segundo cuerpo, en tamaño menor, se encuentra a dos mujeres carmelitas que corresponden a santa Joana y santa Cirila.
3. En el cuadro de arriba, en el centro del tercer cuerpo, se divisa a san José con el Niño Dios en los brazos. A sus lados están otras dos carmelitas, santa Ángela y santa Teresa del Niño Jesús.

### La imagen de la Virgen
Está colocada en un nicho que ocupa el lugar central del retablo mayor. Se encuentra dentro de un camarín de madera dorada. La imagen mide 44 centímetros (cm) de alto y en su forma original es de madera, incluyendo el ropaje y el manto de la estatua, la cual está revestida de placas de plata trabajada a cincel y a buril que le cubren el hábito y el manto. Está de pie sobre un pedestal de plata y muestra en su pecho el escudo carmelita incrustado de rubíes y brillantes. De sus oídos cuelgan dos aretes de oro y perlas finas. En su cabeza resplandece una corona de piedras preciosas. Un tocado y una capa la cubren, mientras que de sus manos ligeramente extendidas penden dos escapularios. 
Junto a la Virgen, debajo de sus brazos y del manto, se encuentran cuatro pequeñas imágenes de carmelitas de pie: dos hombres a la derecha y dos mujeres a la izquierda. Las cuatro imágenes tienen las manos juntas en una actitud estática y se ven como amparadas por la Madre del Santo Carmelo. Una gloria de plata sobredorada con rayos, chispas, querubines y cruces otorga esplendor a la imagen. Bajo sus pies hay una peana revestida de chapas de plata con la Luna al centro y en la cual está grabado el nombre de Simón Vásquez, el platero que realizó el trabajo a mediados del siglo XIX. En el pedestal hay un cajón cuadrado de madera que está forrado con láminas de plata. En conclusión, es una obra finísima de estilo manierista de la platería española de la segunda mitad del siglo XVI. 	
El 19 de abril de 2001, la imagen fue robada de la iglesia, pero se recuperó en febrero de 2003. Durante el tiempo que estuvo desaparecida permaneció en una aldea de Tecpán, Chimaltenango, en casa de una familia que la encontró tirada en una cuneta de la carretera Panamericana.
Permaneció un año en los talleres de restauración del Ministerio de Cultura y Deportes, ya que le faltaba parte de los dedos y de la nariz. Además, tenía grietas y fisuras que hicieron que perdiera su policromía. También estaba deteriorado el vestido de plata y oro y habían desaparecido piezas, como la corona, la mantilla y uno de los escapularios, que fueron remplazadas. 

### El campanario
Está ubicado al costado derecho de la iglesia. Se trata de una torre cuadrada y chata, con paredes gruesas y bien asentadas para resistir las sacudidas de los terremotos. Del campanario cuelgan cuatro campanas que llevan las siguientes fechas de fundición: 1748, 1872, 1921 y 1925. 
1. A la más antigua, la de 1748, se la conoce como la Encarnación, ya que dicho nombre aparece grabado en la inscripción que lleva.
2. La de 1872 es la más pequeña y se llama la Volteadora, pues da vueltas completas sobre sí misma. Fue fundida por Juan Klee.
3. La de 1921 fue fundida por Timoteo Gómez Siena. Fue nombrada la Libertad porque conmemora el primer centenario de la Independencia y porque en su contorno lleva grabados los bustos en altorrelieve de los 13 ciudadanos que intervinieron en la redacción del Acta de Independencia.
4. La de 1925, al igual que la precedente, fue fundida por Timoteo Gómez y se conoce como la Carmela porque fue dedicada a la Virgen del Cerrito del Carmen.

### El torreón o la «Redonda»
Está situado frente a la fachada de la iglesia y en el centro de su atrio. Se trata de una construcción redonda no muy elevada, pero bien proporcionada y en armonía con su entorno. Se asemeja a una atalaya, a un fortín o a una torre de vigilancia, aunque nunca ha tenido una función militar o defensiva. 
Fue construido junto a la ermita con dos finalidades: una práctica y otra religiosa. La primera se relaciona con el cuerpo inferior de la construcción, donde hay una puerta angosta que conduce a un recinto que le sirvió de habitación por más de medio siglo al mayordomo Juan José Morales, también conocido como el Reconstructor. La segunda se relaciona con la parte alta del torreón, justamente el lado que mira a la iglesia, donde se encuentra una hornacina que representa la Santísima Trinidad rodeada de querubines. Además, en la cúspide se levantaba originalmente una cruz de madera tan grande que podía ser vista desde lejos.